# Oidomorpha
Oidomorpha is een geslacht van kevers uit de familie bladkevers (Chrysomelidae).
De wetenschappelijke naam van het geslacht werd in 1924 gepubliceerd door Laboissiere.

## Soorten
- Oidomorpha africana Laboissiere, 1924